# Pygopus
Pygopus é um gênero pertencente à família dos lagartos australianos sem pernas (Pygopodidae). Membros deste gênero também são comumente chamados de pés escamosos . 

## Espécies
Dentro do gênero Pygopus, as cinco espécies a seguir são reconhecidas como válidas. 
- Pygopus lepidopodus (Lacépède, 1804)
- Pygopus nigriceps (Fischer, 1882)
- Pygopus robertsi (P. Oliver, Couper & Amey, 2010) [2]
- Pygopus schraderi (Boulenger, 1913)
- Pygopus steelescotti (James, Donnellan & Hutchinson, 2001)